# Río Paglia
El Paglia es un río que fluye casi por entero en la Umbría, en la Italia central. Tiene una longitud de 86 km. Es un afluente por la derecha del Tíber. Nace a alrededor de 1000 m s. n. m. en las vertientes meridionales del monte Amiata (1.738 m) en la localidad de Pian dei Renaì (municipio de Abbadia San Salvatore). Atraviesa las provincias de Siena, Viterbo y Terni y desemboca en el Tíber al sureste de Orvieto; tiene alrededor de 86 km y tiene un régimen de carácter torrenticio.